# Ophiorrhiza nutans
Ophiorrhiza nutans är en måreväxtart som beskrevs av Charles Baron Clarke. Ophiorrhiza nutans ingår i släktet Ophiorrhiza och familjen måreväxter. Inga underarter finns listade i Catalogue of Life.